# Iranite
L'iranite è un minerale.